# زمین‌گاه‌شناسی
زمین‌گاه‌شناسی یا زمین‌گاه‌شماری (انگلیسی: Geochronology) علم تعیین سن سنگ‌ها، سنگ‌واره‌ها و رسوبات با استفاده از ویژگی‌های ذاتی و درونی سنگ‌هاست. زمین‌گاه‌شناسی مطلق با استفاده از ایزوتوپ‌های رادیواکتیو انجام می‌شود، در حالی که زمین‌گاه‌شناسی نسبی با استفاده از روش‌هایی مانند دیرینه مغناطیس‌شناسی و نسبت ایزوتوپ‌های پایدار صورت می‌گیرد. دقت تعیین سن را می‌توان با ترکیب چند شاخص زمین‌گاه‌شناختی (و زیست‌چینه‌شناختی) بهبود داد.
کابرد زمین‌گاه‌شناسی با زیست‌چینه‌شناسی که علم تخصیص سنگ‌های رسوبی به دوره‌های زمین‌شناسی مشخص با استفاده از تشریح، فهرست‌نویسی و مقایسه سنگ‌واره‌های گیاهی و جانوری است، تفاوت دارد. زیست‌چینه‌شناسی، قادر به تعیین سن مطلق سنگ‌ها نیست؛ بلکه صرفاً سنگ‌ها را در بازه‌های زمانی که در آن، سنگ‌ها با مجموعه‌های فسیلی شناخته‌شده همزیستی داشته‌اند، طبقه‌بندی می‌کند؛ با این حال، این رشته‌های علمی در نام‌گذاری چینه‌ها و دوره‌های زمانی مورد استفاده در طبقه‌بندی لایه‌های زمین، با هم پیوستگی و همکاری دارند.
علم زمین‌گاه‌شناسی ابزار اصلی مورد استفاده در گاه‌چینه‌شناسی است که تلاش می‌کند سن مطلق همه مجموعه‌های فسیلی را استخراج کرده و تاریخ زمین‌شناختی زمین و دیگر اجسام فرازمینی را تعیین نماید.